# محمد عبد الله (لاعب كرة قدم بنغلاديشي)
محمد عبد الله (16 أكتوبر 1997 في بنغلاديش - ) هو لاعب كرة قدم بنغلاديشي في مركز الوسط.

## وصلات خارجية
- محمد عبد الله على موقع قاعدة بيانات كرة القدم.إي يو (الإنجليزية)
- محمد عبد الله على موقع ناشيونال فوتبول تيمز (الإنجليزية)
- محمد عبد الله على موقع Soccerway.com (الإنجليزية)
- محمد عبد الله على موقع عالم كرة القدم.نت (الإنجليزية)